# Regius Professor of Electronic Engineering (Surrey)
Der Regius Professor of Electronic Engineering ist eine 2013 durch Königin Elisabeth II. anlässlich ihres diamantenen Thronjubiläums gestiftete Regius Professur für Elektrotechnik an der University of Surrey.

## Geschichte der Professur
Zum Diamantenen Jubiläum von Königin Elisabeth II. sollten ursprünglich sechs Regius Professuren gestiftet werden. In einer durch Akademiker und Geschäftsleuten gebildeten Jury unter der Leitung des früheren Vize-Kanzlers der Universität London, Graeme Davies, wurden so viele hervorragende Lehrstühle identifiziert, dass schließlich zwölf Lehrstühle als neue Regius Professuren benannt wurden.
Die höchst gewichteten Kriterien waren nach Angaben des Cabinett Office die herausragende Leistung der benannten Institutionen sowie die Anerkennung, die die Forschung national und international erlangt hatte, wobei die Dauer der Forschung nicht berücksichtigt werden sollte. Unter den weiteren Faktoren wurden beispielsweise markante Vorfälle in der Geschichte der Institution benannt.
Im gleichen Jahr wurde Surrey mit dem ELEKTRA ausgezeichnet, mit dem die besten Universitäten im Bereich Elektronik geehrt werden. Surrey hatte das erste rein der 5G-Technologie gewidmeten Institut gegründet und sich mit 35 Mio. GBP des Higher Education Funding Council for England (HEFCE) einen außergewöhnlich hohen Beitrag öffentlicher Mittel sichern können.
Als erster Professor wurde 2018 der seit 2000 das Zentrum für mobile und Satellitenkommunikation leitende Rahim Tafazoli gewählt.

## Inhaber
| Name            | Namenszusatz        | von          | bis | Anmerkung |
| --------------- | ------------------- | ------------ | --- | --- |
| Rahim Tafazolli | B.Sc.; M.Sc.; Ph.D. | 31. Mai 2018 |     | Der vormalige Professor für Mobile und Satelliten-Kommunikation wurde im Mai 2018 als erster Regius Professor bestätigt. |